# Simbiogènesi (Star Trek: Voyager)
"Simbiogènesi" (títol original en anglès "Tuvix") és el 24è episodi de la segona temporada i el 40è del total de la sèrie de televisió de ciència-ficció estatunidenca Star Trek: Voyager. El guió va ser escrit per Kenneth Biller, i dirigit per Cliff Bole. L'episodi es va emetre a UPN el 6 de maig de 1996.
Ambientada al segle XXIV, la sèrie segueix les aventures de la tripulació de la Flota Estel·lar i els Maquis de la nau estel·lar USS Voyager després de quedar encallats al Quadrant Delta a desenes de milers d’anys llum de distància de la resta de la Federació. En aquest episodi, explica la història de la fusió de Tuvok i Neelix en un tercer personatge únic anomenat Tuvix.
L'episodi va ser substancialment reescrit des de la seva iteració original com una història alegre fins a una història més ombrívola amb greus implicacions morals i ètiques. Tom Wright interpreta a Tuvix per donar més credibilitat a un nou personatge únic que consisteix en parts iguals de Tuvok i Neelix. Tant el director Cliff Bole com el mateix Wright tenien reserves sobre la interpretació d'aquest últim del personatge, i malgrat una manca de suport percebuda, Wright encara va elogiar el repartiment i l'equip de la «Voyager». Tant la història com les actuacions de «Tuvix» van ser lloades tant per l'equip de producció com per la crítica.
Simbiogènesi va ser ben rebuda pels fans i la crítica, obtenint crítiques generalment positives. Els investigadors i els crítics van trobar que Simbiogènesi estava ple de contingut tècnic i filosòfic, incloent-hi vincles temàtics amb altres episodis del cànon de Star Trek, ramificacions lògiques i metafísiques del món real, i concessions científiques per a la història.

## Argument
A la data estel·lar 49655.2, el tinent Tuvok (Tim Russ) i Neelix (Ethan Phillips) són enviats a recollir mostres botàniques d'un planeta de classe M. Quan els teletransporta de tornada a bord de la USS Voyager, els dos homes i les Orchidaceae que van recollir es fusionen a nivell molecular per convertir-se en una sola forma de vida que es diu Tuvix (Wright). Després de descartar un mal funcionament del transportador, la tripulació descobreix que, quan es va desmolecularitzar, el material genètic de les orquídies alienígenes va actuar com a catalitzador simbiogenètic i és el culpable de la combinació dels dos membres de la tripulació. Malauradament, el procés no es pot revertir, i Tuvix és acceptat com a membre de la tripulació amb el rang de tinent, actuant com a cap tàctic en lloc de Tuvok.
Kes (Jennifer Lien) reacciona malament a Tuvix, ja que la seva existència la priva tant de Tuvok com de Neelix, el seu mentor i xicot respectivament. El seu disgust disminueix al llarg de l'episodi, però mai desapareix del tot. La Capitana Janeway (Kate Mulgrew) accepta Tuvix en el seu paper d'excel·lent cap tàctic i "un assessor capaç, que utilitza hàbilment l'humor per expressar els seus punts de vista". El mateix Tuvix, que té els records i les personalitats combinats dels seus constituents, fusiona les qualitats anteriorment intractables d'ambdós i les millora, fent servir qualsevol dels dos músculs segons ho requereixi la situació: "Cap de seguretat o cap de cuina, tria el que vulguis!"
Dues setmanes després de l'accident, el Doctor (Robert Picardo) desenvolupa un equivalent contemporani al radiocontrast de sulfat de bari utilitzant un radioisòtop personalitzat amb el qual pot identificar l'ADN dispar dels dos tripulants originals i utilitzar el transportador per desentranyar-los. Tanmateix, Tuvix denuncia el procediment; argumenta que té drets i que per restaurar els dos tripulants perduts caldria la seva execució. Després de discutir la situació amb el comandant Chakotay (Robert Beltran), Kes i el mateix Tuvix, Janeway finalment decideix procedir amb la separació, actuant in absentia per protegir els drets dels dos homes constituents. Tuvix fa una última súplica emotiva de suport a la tripulació, però no troba suport. Després que el Doctor es negui a prendre la vida de Tuvix en compliment amb el precepte mèdic de no fer mal, Janeway realitza el procediment ella mateixa i aconsegueix restaurar tant Tuvok com Neelix.

## Producció
Wendy Neuss, Merri D. Howard, Kenneth Biller, Peter Lauritson i Brannon Braga van ser tots acreditats com a productors de "Tuvix", mentre que Jay Chattaway va ser acreditat amb la música i Marvin V. Rush va ser el director de fotografia. Daryl Baskin va editar l'episodi perquè durés 46 minuts.

### Escriptura

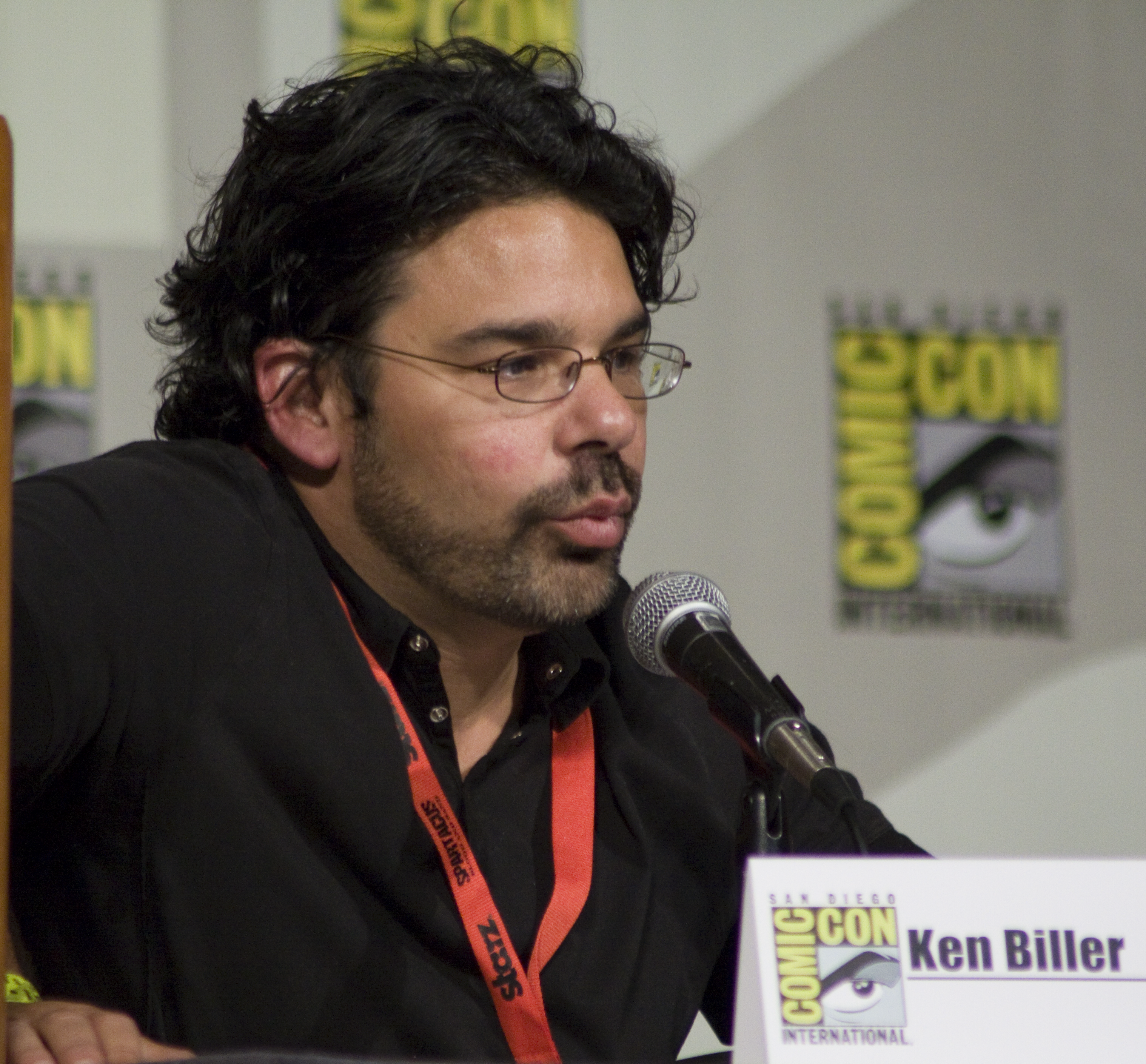
Kenneth Biller (2009)

Durant el seu desenvolupament, "Tuvix" era conegut anteriorment com a "Untitled Tuvok/Neelix", "One", i "Symbiogenesis", amb el tercer d'aquests persistint durant el desenvolupament i el rodatge de l'episodi. L'episodi i el seu guió televisiu van ser escrits per Kenneth Biller; la història s'atribueix a Andrew Shepard Price i Mark Gaberman, pels quals van guanyar 7.000 dòlars estatunidencs. Tot i que Biller la va descriure com a "d'alt concepte", la història original de Price i Gaberman era molt més alegre i tendia cap a la comèdia de clatellades. Biller i Braga van trobar que el to de l'episodi era tan semblant a una comèdia de situació dels anys seixanta que fins i tot van escriure una cançó temàtica: "És Tuvok, és Neelix! Són dos nois, embolicats! És Tuuuuvix!" Biller va reescriure l'episodi per centrar-se més en les serioses qüestions filosòfiques plantejades per l'episodi i, especialment, en la inevitable separació de Tuvix de nou entre els personatges regulars de la sèrie. En el tractament original de Biller, Tuvix va reconèixer que les necessitats de molts superen les necessitats d'uns pocs i va consentir la seva fissura. Tanmateix, després d'una discussió amb el productor executiu Michael Piller, Biller va començar a "[punxar] al públic" posant obstacles a la conclusió prevista de l'episodi; Primer es va reescriure Tuvix per objectar al procediment, i després es va afegir la negativa del Doctor per obligar la Capitana Janeway a posar la veritat en acció. Més tard, Piller va descriure Biller com "el poeta llorejat de Star Trek", destacant el seu treball a "Tuvix" i "Signes vitals" com a exemples.

### Rodatge
Tom Wright va descriure treballar a "Tuvix" com un exercici per obligar-se a treballar fora de les seves zones de confort conegudes i va confessar que no estava segur de la qualitat del producte final. L'actor es va queixar del que considerava una manca de suport i guia per part de l'equip de la "Voyager", dient que se sentia a la deriva i insegur sobre el que s'esperava de la seva actuació, sobretot perquè la seva interpretació reflectia dos dels personatges principals. Tanmateix, també va admetre que potser va ser intencionat en un esforç per evocar una sensació genuïna de desequilibri en el personatge. Sigui com sigui, tot i que no estava acostumat a l'entorn, Wright va expressar la seva disposició a tornar a visitar Tuvix o fins i tot treballar en qualsevol "Star Trek" de nou si es presentés l'oportunitat. En entrevistes, Wright va recordar amb afecte el temps que va treballar amb Jennifer Lien (Kes), Kate Mulgrew (Capitana Janeway) i el director Cliff Bole.
En una entrevista del 1997, Wright va explicar com el diàleg de l'episodi representava un repte, ja que no només havia de tenir molta cura d'adherir-se a la llengua vernacular de Star Trek i no sonar massa contemporani o "massa 1997", sinó que va haver de trigar diversos dies a adaptar-se a la "treknobabble" de l'episodi amb l'ajuda de Robert Duncan McNeill (Tom Paris). Més tard, Bole va elogiar Wright per la seva capacitat d'improvisar, però va explicar que va ser en detriment de l'actor, ja que "Star Trek no és un format ad-lib", i ell sentia que Wright assumia que podia fer-ne una mica. Mulgrew també va lamentar la tecnoxerrameca de "Tuvix" quan Starlog li va preguntar per la seva frase més memorable; "Quan va deixar de ser un accident de transportador i va començar a ser un individu?"
Bole va elogiar l'escena final de l'episodi en què Janeway "entra a la caça" al passadís fora de la infermeria després de realitzar el procediment que restaura Tuvok i Neelix. Va elogiar: "Aquella última presa que vaig fer amb Kate [Mulgrew], mentre entrava cap a la càmera, va explicar tota la història amb la cara. Va fer una gran actuació. Només li vaig demanar unes poques coses; ella va aportar aquesta mirada i emoció a la feina amb ella".  Al seu llibre The Meaning of Star Trek, l’autor Thomas Richards també va donar crèdit a Mulgrew en aquesta escena. Richards va veure Janeway preocupada per la seva difícil decisió entre dues opcions indesitjables i com "ha de viure amb l'elecció. [Una] mort ha projectat una ombra sobre la nau, i per primera vegada a la sèrie la Federació ha matat un dels seus".
En una entrevista de 1996, Robert Picardo va recordar que com a Doctor tenia "molta cosa" a fer a "Tuvix". Picardo també recordaria l'episodi, i l'escena en què "revoca el capità", especialment, com un punt d'inflexió en la relació del Doctor i Janeway, qualificant-lo de "moment interessant per a tots dos personatges". Ethan Phillips també recordava estar emocionat llegint el guió de "Tuvix", ja que era una oportunitat per descobrir més sobre el seu personatge.
El laboratori científic ambientat al primer acte és una remodelació de la cambra d'aïllament de la infermeria, però amb un fons blau en lloc del groc.

## Càsting
A més de Tom Wright com a Tuvix, les estrelles convidades foren Simon Billig com a Hogan i Bahni Turpin com a Swinn. El càsting de "Tuvix" va ser realitzat per Junie Lowry-Johnson, C.S.A., i Ron Surma.

### Tuvix
El director Cliff Bole i els productors de l'episodi van considerar inicialment que el personatge regular de la sèrie Ethan Phillips (Neelix) interpretés Tuvix, però van decidir no fer-ho, per por que fos massa identificable i tindria dificultats per integrar la mateixa quantitat del personatge de Tuvok a la seva interpretació.
L'única estrella convidada no recurrent a "Tuvix" és la fusió homònima de dos personatges principals. Tot i que les estrelles convidades han interpretat ocasionalment personatges recurrents importants, com ara  Sandra Smith com a capità Kirk a l’episodi de la sèrie original Star Trek "Intrús a bord" i David Birkin com a capità Picard a  "Trapelles" de Star Trek: La nova generació, Tom Wright és el primer a interpretar-ne dos en un mateix episodi..
Quan el seu agent de talents va ser contactat, Wright va aprofitar l'oportunitat per crear un personatge totalment únic a la franquícia Star Trek. Quan va fer l'audició per al paper de Tuvix, Wright no havia vist mai "Star Trek: Voyager" i no estava gens familiaritzat amb les caracteritzacions de Tuvok i Neelix. En canvi, es va basar en les seves experiències prèvies amb els actors dels personatges, Tim Russ i Ethan Phillips respectivament, per competir amb èxit pel paper. El productor executiu Jeri Taylor va quedar satisfet amb l'elecció de Wright, meravellant-se de la seva capacitat per donar credibilitat a la perspectiva de dos personatges en un.
Després d'aconseguir el paper, a Wright se li va proporcionar un vídeo de Tuvok i Neelix d'episodis anteriors a partir del qual va refinar el personatge. En lloc de retratar Tuvix simplement com un recipient per a dues consciències separades, Wright va barrejar els dos personatges per formar un tercer únic. Wright es va centrar en juxtaposar les naturaleses físiques i emocionals contràries dels dos personatges en la seva actuació; en escenes on la personalitat de Neelix és més prominent, Wright va destacar la fisicalitat composta de Tuvok, i en escenes on es necessitaven les habilitats i l'experiència de Tuvok, Wright es va recolzar més en els manierismes exuberants de Neelix. Wright també va treballar molt per exhibir la calidesa intrínseca d'ambdós personatges i fer que Tuvix fos un personatge el més agradable i simpàtic possible. L'autor David McIntee (Delta Quadrant) va considerar que Tuvix expressava més els manierismes de Neelix que els de Tuvok. També va assenyalar que Tuvix va adoptar el dretanisme de Neelix en comptes de l'esquerranisme de Tuvok.

#### Vestuari i maquillatge
McIntee planteja la hipòtesi que els uniformes de la Flota Estel·lar modificats que Tuvix porta inicialment després que la seva creació estigués influenciada per les orquídies que també van ser transportades. Ho va qualificar de "toc estilístic il·lògic però subtil i atractiu" i va elogiar el seu disseny suggerint que tots es modifiquessin degudament. Robert Blackman va ser dissenyador de vestuari per a "Tuvix".
En una entrevista amb The Official Star Trek Voyager Magazine el 1998, el director Cliff Bole va parlar molt bé de l'estrella convidada Tom Wright, dient que era un "bon actor [que] s'enorgulleix de ser shakespearià", però sentia que estava massa ocupat treballant a Star Trek, subestimant especialment els rigors de treballar amb el maquillatge necessari. Bole va detallar un procés de quatre hores per aplicar la cola, la màscara i les pròtesis abans que l'actor comencés a pronunciar els seus textos per al que va ser un rodatge de tot el dia; tot això "resta [l'actuació]" d'actors que no hi estan acostumats. Bole es va moderar explicant que havia vist "actors realment competents" patir les mateixes proves i simple esgotament que va veure en l'actuació de Wright. Per la seva banda, Wright va comparar les proves del "maquillatge intens" i les lents de contacte necessàries per interpretar Tuvix amb els seus papers anteriors a Creepshow 2 i Tales from the Crypt. El maquillatge de Tuvix va ser dissenyat i supervisat per Michael Westmore. Malgrat l'ofuscació de la cara de Wright, els fans encara el reconeixien al carrer 25 anys després.

## Anàlisi
El llibre d’Elaine Graham Representations of the Post/Human usa "Tuvix" per contrastar Star Trek: Voyager amb Star Trek: La nova generació; "Tuvix" és un exemple de com la sèrie anterior tendia a incorporar històries que tocaven situacions i decisions ambigües de moralitat i ètica. Graham assenyala com el personatge de Tuvix va ser escrit per fomentar la simpatia del públic, però tot i així va ser condemnat a mort en contravenció del que ella descriu com els "valors exemplars de Star Trek [de] consciència, autodeterminació i personalitat". The Meaning of Star Trek de Thomas Richards també es va centrar en la moralitat de les decisions a "Tuvix" en comparació amb lStar Trek original i La nova generació; més que Star Trek: Deep Space Nine, l'USS Voyager està lluny de la Federació Unida de Planetes i "ha d'abordar tots els valors de la Federació [...] en un univers en què aquests valors ja no s'apliquen". Richards descriu l'episodi com a "veritablement remarcable" per la seva representació de la sentència de pena capital de Janeway i la seva realització de la primera execució de tot Star Trek. Això no sols és impactant per al públic en comparació amb episodis i sèries anteriors, sinó que fins i tot la tripulació fictícia de la Voyager està sorpresa.  L'any 2000, David McIntee va assenyalar aquests temes i punts argumentals com els que van fer de Tuvix l'episodi més debatut del fandom de Star Trek fins ara, i un dels episodis més estimulants i [...] més discutits de Star Trek: Voyager.
Al seu llibre American Science Fiction TV, Jan Johnson-Smith va assenyalar que Tuvix és un dels episodis recurrents de Star Trek que tracten sobre qüestions d'individualitat i jo. Ella va vincular temàticament aquest episodi a l'episodi "L'enemic interior" de Star Trek: La sèrie original on el transportador divideix el Capità Kirk en dues representacions separades de la seva psique, el personatge de Star Trek: Deep Space Nine Jadzia Dax que és d'una espècie unida (trill) que passa repetidament per un procés de conjunció quan l'organisme hoste mor, i l'episodi "Cares" de Star Trek: Voyager on el personatge híbrid humà/klíngon B'Elanna Torres es divideix al llarg del seu llinatge en dues espècies separades. Quan se li va preguntar sobre les acusacions de "Tuvix" i altres episodis de Voyager que simplement imitaven sèries anteriors de Star Trek d'aquesta manera, el productor executiu Michael Piller va criticar Time pels seus comentaris sobre el tema abans d'admetre: "[H]eu de fer que gent nova vingui i proposi perquè si no, estareu tornant a trepitjar un terreny vell."  Set anys més tard, quan escrivia "Similitude" de Star Trek: Enterprise, Manny Coto es va esforçar per escriure aquest episodi de manera diferent a "Tuvix".
En el seu article publicat a la Polish Journal of Philosophy, el professor Murali Ramachandran de la Universitat de Sussex examina la combinació de Tuvok i Neelix en un sol individu per les seves implicacions per a la lògica modal. Ramachandran, tot i que es veu obligat a ignorar les consideracions metafísiques imposades per "la naturalesa mateixa del teletransport", promou una "teoria de la contrapart kripkeana" utilitzant aquest estudi dels personatges.

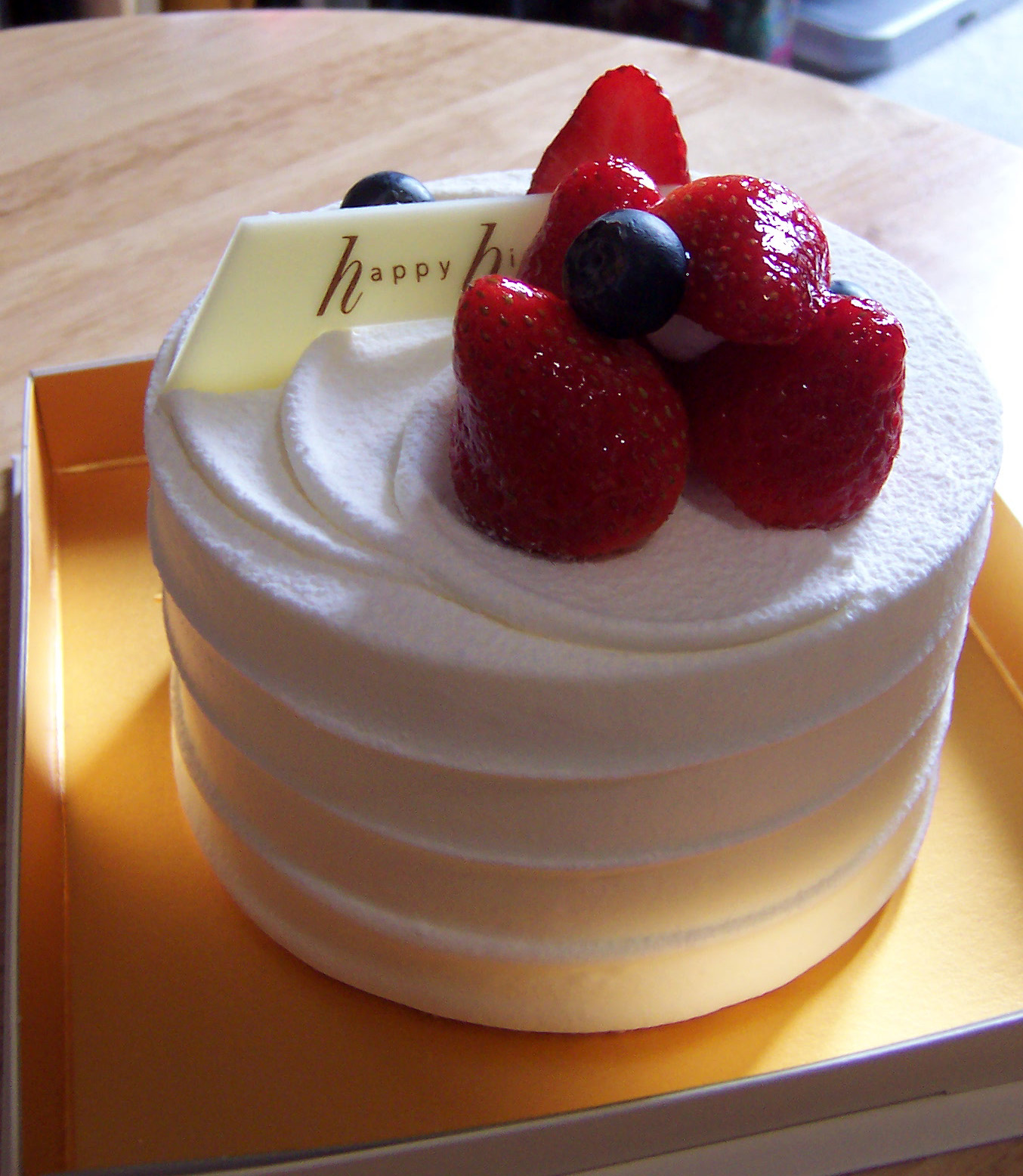
"Penseu en intentar transformar un pastís cuit de nou en ous crus, farina, sucre, vainilla... i obtindreu una idea simplificada de la magnitud de [recrear Tuvok i Neelix a partir de Tuvix]."
—Dr. Andreadis

El llibre d'Athena Andreadis "To Seek Out New Life: The Biology of Star Trek" intenta i no aconsegueix legitimar la ciència biològica de l'episodi, fins i tot acceptant totes les altres tecnologies presentades. La síntesi de Tuvok i Neelix no sols viola la llei de conservació de la massa, sinó que la separació planteja el problema de diferenciar els gens de les dues espècies, un obstacle important quan la ciència dels anys noranta no podia diferenciar entre humans i ximpanzés. Després de detallar la combinació de les espècies talaxianes i vulcanianes, l'aparellament cromosòmic cel·lular i la "coherència sinàptica de dos cervells/ments dins d'un crani", Andreadis troba tota la proposició ridícula des d'un punt de vista científic, comparant-la amb la pel·lícula de 1986 La mosca  com a exemple de mala ciència. Finalment, ella s'oposa al transportador pel que fa a la seva capacitat fictícia de fer allò que es diu.

### Tuvix (personatge)
Tom Wright va parlar sobre la seva interpretació del personatge el 1997: considerava que les dues meitats constituents de Tuvix "representen [la] el costat esquerre i dret del cervell: on un és feble, l'altre és fort, i viceversa".
Al seu llibre del 2005, Teleportation: The Impossible Leap, David J. Darling assenyala que, si bé Tuvix era molt estimat per altres personatges, el seu destí, de fet, no estava determinat en última instància pels seus arguments ni per la decisió del capità, sinó pel "repartiment i els acords contractuals" de la sèrie. Wright també va considerar que la separació de Tuvix era inevitable des d'una perspectiva de necessitat dramàtica. Un vídeo promocional de UPN per a l'episodi jugava amb les expectatives que al públic li agradés Tuvix a costa dels personatges de Tuvok i Neelix.
Més de 25 anys després de la primera emissió de l'episodi, el personatge de Tuvix va continuar sent un tema candent, no sols perquè el personatge era molt estimat, sinó per la decisió de Janeway. John Van Citters era el vicepresident de planificació de franquícies i desenvolupament de la marca Star Trek de ViacomCBS, i en les seves moltes discussions amb artistes i fans de la franquícia, Tuvix va continuar sent "sobreindexat per a un personatge que només ha fet una aparició". El productor creador de Star Trek: Lower Decks Mike McMahan va descriure el personatge i el seu destí com una pedra angular per a "Deep Lore Trekkie[s]". La novel·lista de Voyager Kirsten Beyer va defensar la decisió de Janeway com una de les dues terribles decisions. Mohamed Noor no estaria d'acord amb la seva decisió, tot i que no podia qualificar-la d'irracional o immoral. La representant dels EUA Alexandria Ocasio-Cortez va evitar el debat, dient: "Una cosa que vaig aprendre veient Janeway créixer és com el lideratge significa ser responsable de treballar a través de dilemes sense respostes clares".
Tuvix no va ser mai més esmentat durant les cinc temporades restants de Voyager.

## Recepció
El guionista Kenneth Biller va dir que va rebre "molt correu" sobre "Tuvix" i que les decisions difícils de Janeway a l'episodi van generar molta discussió i van commoure molta gent. El director Cliff Bole va sentir que l'episodi va ser "ben acceptat", i tant a ell com als productors els va agradar. L'actor Tom Wright va explicar la popularitat de l'episodi dient que va ressonar entre els espectadors perquè no tenia moralitzacions directes ni personatges bons i dolents específics; l'episodi tracta d'un escenari sense sortida. L'escriptor Thomas Richards va coincidir amb Wright en dir que la representació franca de l'episodi sense cap judici era un punt fort important al seu favor. En un episodi de març de 2023 de The Ready Room, Tim Russ va qualificar "Tuvix" com un dels episodis més controvertits de la sèrie, dient a Wil Wheaton que en els anys anteriors, els fans havien començat a preguntar-li constantment sobre això.
Nikki Harper per a STAR TREK: The Official Monthly Magazine va donar a l'episodi quatre de cinc estrelles,Dale Kutzera  a Cinefantastique va donar a "Tuvix" tres de quatre estrelles, i Bill Florence, de The Official Star Trek Voyager Magazine, el va qualificar com un dels "episodis més forts fins ara" de Voyager. Al seu llibre Delta Quadrant: The unofficial guide to Voyager, David McIntee va quedar impressionat per la capacitat de l'episodi per superar la seva premissa "terriblement absurda"; ho va atribuir a l'elecció de Tom Wright com a Tuvix, la interpretació del qual va veure com una guia del tempo de l'episodi, evitant que avancés massa lentament. Va donar a l'episodi una puntuació de 8 sobre 10.
La revista Wired va criticar l'episodi, dient que, tot i que l'episodi podria haver semblat un gran concepte, va fracassar a la pràctica i va ser "un embolic incòmode i vergonyós que no aconsegueix aterrar cap dels punts més profunds que tan desesperadament vol plantejar". Escrivint per a Tor.com el 2020, Keith DeCandido "[va admirar] l'execució de la major part d'aquest episodi" i va elogiar la "feina increïble" de Wright, Mulgrew i Lien, però estava frustrat perquè les accions de Janeway no van tenir conseqüències. Va puntuar l'episodi amb un 4 sobre 10. Després de considerar la discussió generada als comentaris sota la seva ressenya, més tard va reconèixer com el dilema moral de l'episodi va generar una conversa significativa entre els fans quan es va emetre per primera vegada, i continuava fent-ho 25 anys després.
El 2014 Charlie Jane Anders de io9 va classificar "Simbiogènesi" en el lloc 56 dels 100 millors episodis de la franquícia Star Trek. El 2015, Lisa Granshaw de Syfy va situar "Simbiogènesi" entre els deu millors episodis de Star Trek: Voyager.